# Lawton (Dakota del Nord)
Lawton è un centro abitato (city) degli Stati Uniti d'America, situato nella Contea di Ramsey nello Stato del Dakota del Nord. Nel censimento del 2000 la popolazione era di 42 abitanti. La città è stata fondata nel 1902.

## Geografia fisica
Secondo i rilevamenti dell'United States Census Bureau, la località di Lawton si estende su una superficie di 2,60 km², dei quali 2,4 km² sono occupati da terre, mentre 0,2 km² dalle acque.

## Popolazione
Secondo il censimento del 2000, a Lawton vivevano 42 persone, ed erano presenti 10 gruppi familiari. La densità di popolazione era di 17,5 ab./km². Nel territorio comunale si trovavano 38 unità edificate. Per quanto riguarda la composizione etnica degli abitanti, il 97,62% era bianco e il 2,38% apparteneva a due o più razze.
Per quanto riguarda la suddivisione della popolazione in fasce d'età, il 14,3% era al di sotto dei 18, il 2,4% fra i 18 e i 24, il 14,3% fra i 25 e i 44, il 40,5% fra i 45 e i 64, mentre infine il 28,6% era al di sopra dei 65 anni di età. L'età media della popolazione era di 52 anni. Per ogni 100 donne residenti vivevano 100,0 maschi.